# Opel Performance Center
Die Opel Performance Center GmbH war eine selbstständige Tochter des Autoherstellers Opel und für die europaweite Planung, Entwicklung und Koordination sämtlicher Motorsport-Aktivitäten der Marke Opel zuständig.
Mit dem Ausstieg der Marke Opel aus der DTM und der Bündelung der Motorsport-Aktivitäten bei General Motors in der Marke Chevrolet wurden die Aufgaben der Opel Performance Center GmbH in die heutige Adam Opel AG integriert.
Das Hauptaugenmerk des OPC lagen im Opel-Engagement im Motorsport, beispielsweise bis 2005 bei der DTM, bei der britischen Tourenwagen-Meisterschaft (BTCC) und bei Rallyes, sowie in der Leistungssteigerung von Serienmodellen, welche mit dem Kürzel OPC versehen und anschließend über das normale Händlernetz der Firma Opel vertrieben wurden.
Geschäftsführer der OPC GmbH war der ehemalige DTM-Rennfahrer Volker Strycek, der unter anderem 1984 die DTM und 2003 das 24-Stunden-Rennen auf dem Nürburgring gewann.
Ende Oktober 2005 unterbot ein Astra H OPC den Klassenstreckenrekord auf dem Nürburgring um vier Sekunden in 8:35,93 Minuten. Am Steuer war Manuel Reuter. Diese Rekordfahrt wurde aufwendig inszeniert (diverse Kameras am Wagen und an der Strecke, Hubschrauberaufnahmen) und schließlich auf einer DVD mit dem Titel Pure Passion als Marketinginstrument u. a. als Beilage des Opel Magazins 01/2006 sowie der Ausgabe 01/2006 des OPC Inside Werbe-Flyers verbreitet.

## Übersicht produzierter OPC-Modelle
- Astra G OPC 1 (1999–2002) mit einem 2,0-Liter-Motor mit 118 kW (160 PS), Motorsport Homologation Modell limitiert auf 3000 Stück.
- Astra G OPC 2 (2002–2004) mit einem 2,0-Liter-Turbomotor mit 147 kW (200 PS), auch als Caravan erhältlich.
- Zafira A OPC (2001–2005) mit einem 2,0-Liter-Turbomotor mit zuerst 141 kW (192 PS), später dann mit 147 kW (200 PS)
- Vectra C OPC (2005–2008), der als Fließheck und Caravan erhältlich war und anfangs von einem 188 kW (255 PS) starken 2,8-Liter-V6-Turbomotor angetrieben wurde (Beschleunigung von 0 bis 100 km/h in 6,7 s). Für das Modelljahr 2007 wurde die Leistung auf 206 kW (280 PS) angehoben.
- Astra H OPC (2005–2010), der auf dem Astra GTC (Gran Turismo Compact) basiert und mit dem 2,0-Liter-Turbomotor 177 kW (240 PS) leistet.
- Meriva A OPC (2006–2010), der einen 1,6-Liter-Turbomotor mit 132 kW (180 PS) besitzt.
- Zafira B OPC (2005–2010), der wie der Astra H OPC von einem 2,0-Liter-Turbomotor angetrieben wurde, der 177 kW (240 PS) leistet.
- Corsa D OPC (2007–2014), der einen 1,6-Liter-Turbomotor mit 141 kW (192 PS) besitzt.
- Corsa D OPC Nürburgring Edition (2011–2014), der einen 1,6-Liter-Turbomotor mit 155 kW (210 PS) und ein serienmäßiges mechanisches Lamellensperrdifferential besitzt.
- Opel Corsa E OPC (2015–2018), der einen 1,6-Liter-Turbomotor mit 152 kW (207 PS) l besitzt.
- Astra J OPC (2012–2018), der einen 2,0-Liter-Turbomotor mit 206 kW (280 PS) und ein serienmäßiges mechanisches Lamellensperrdifferential besitzt.
- Insignia A OPC (2009–2017), der einen 2,8-l-V6-Turbomotor mit 239 kW (325 PS) und serienmäßigen Allradantrieb besitzt.

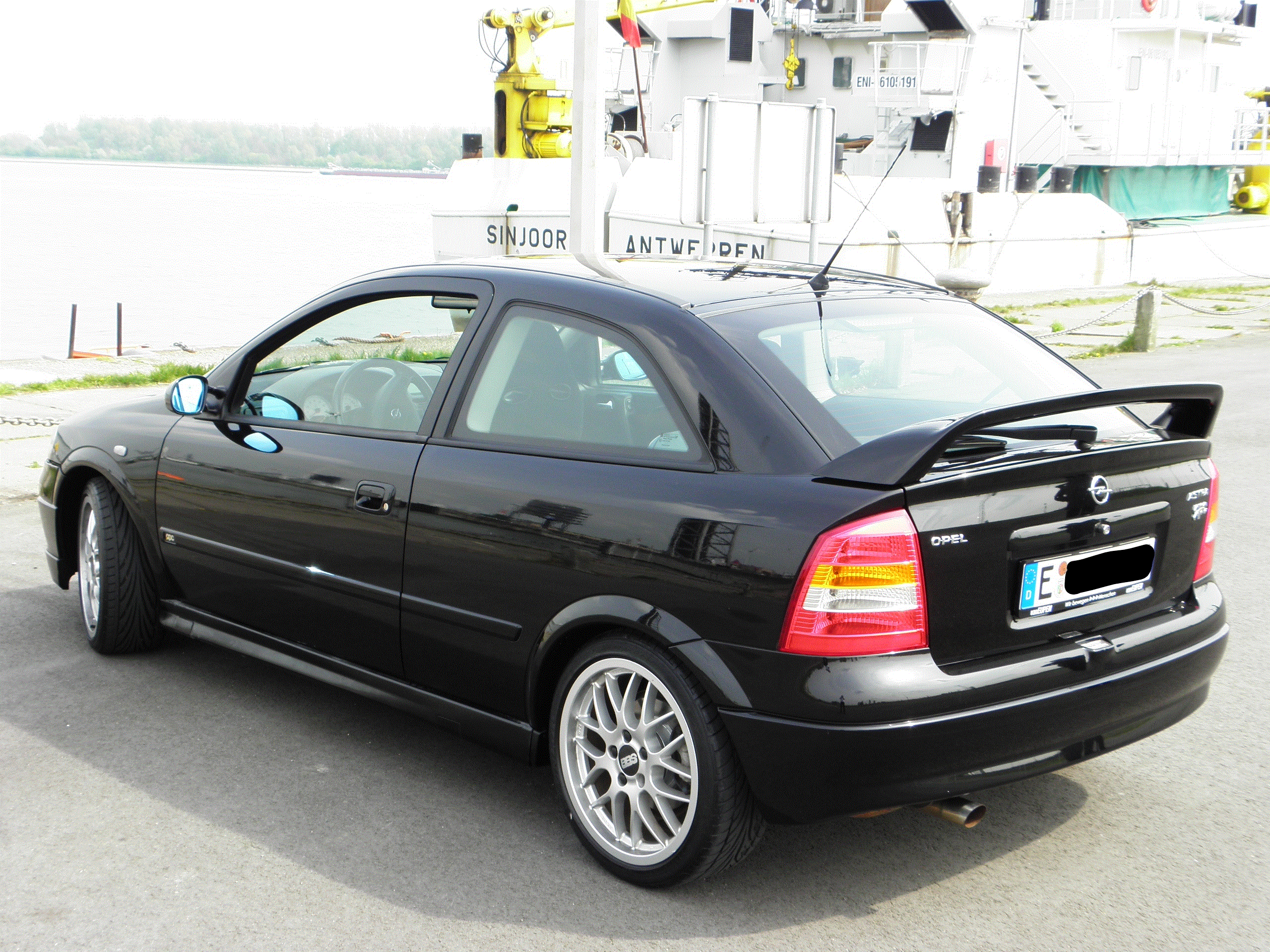
Astra OPC 1, Nr. 2239 von 3000
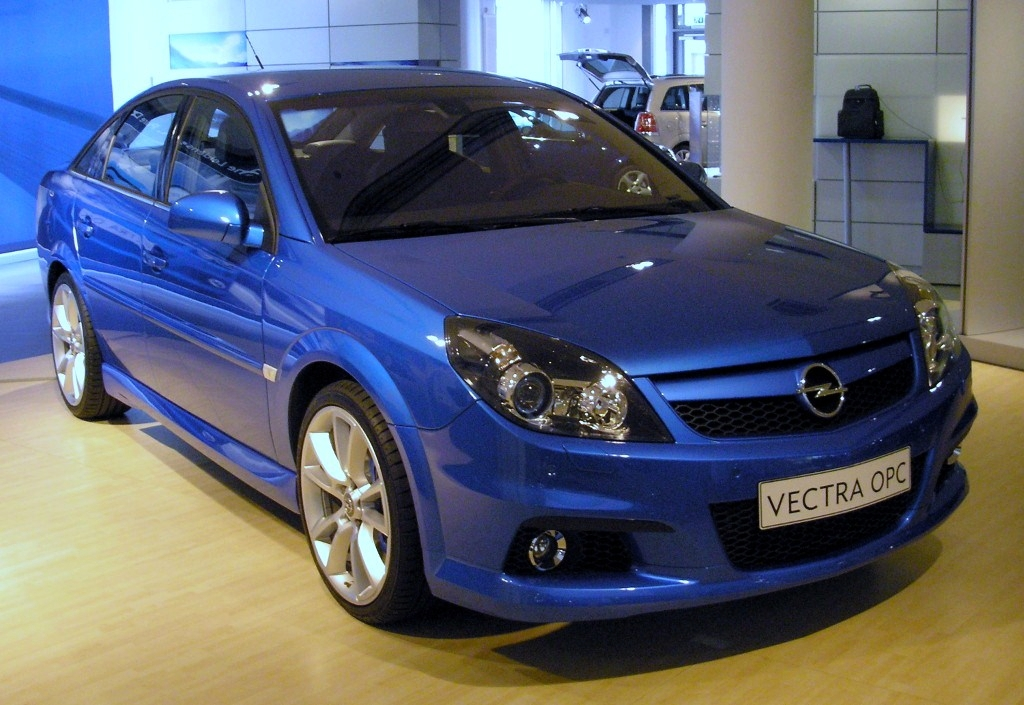
Vectra C OPC (2005–2008)
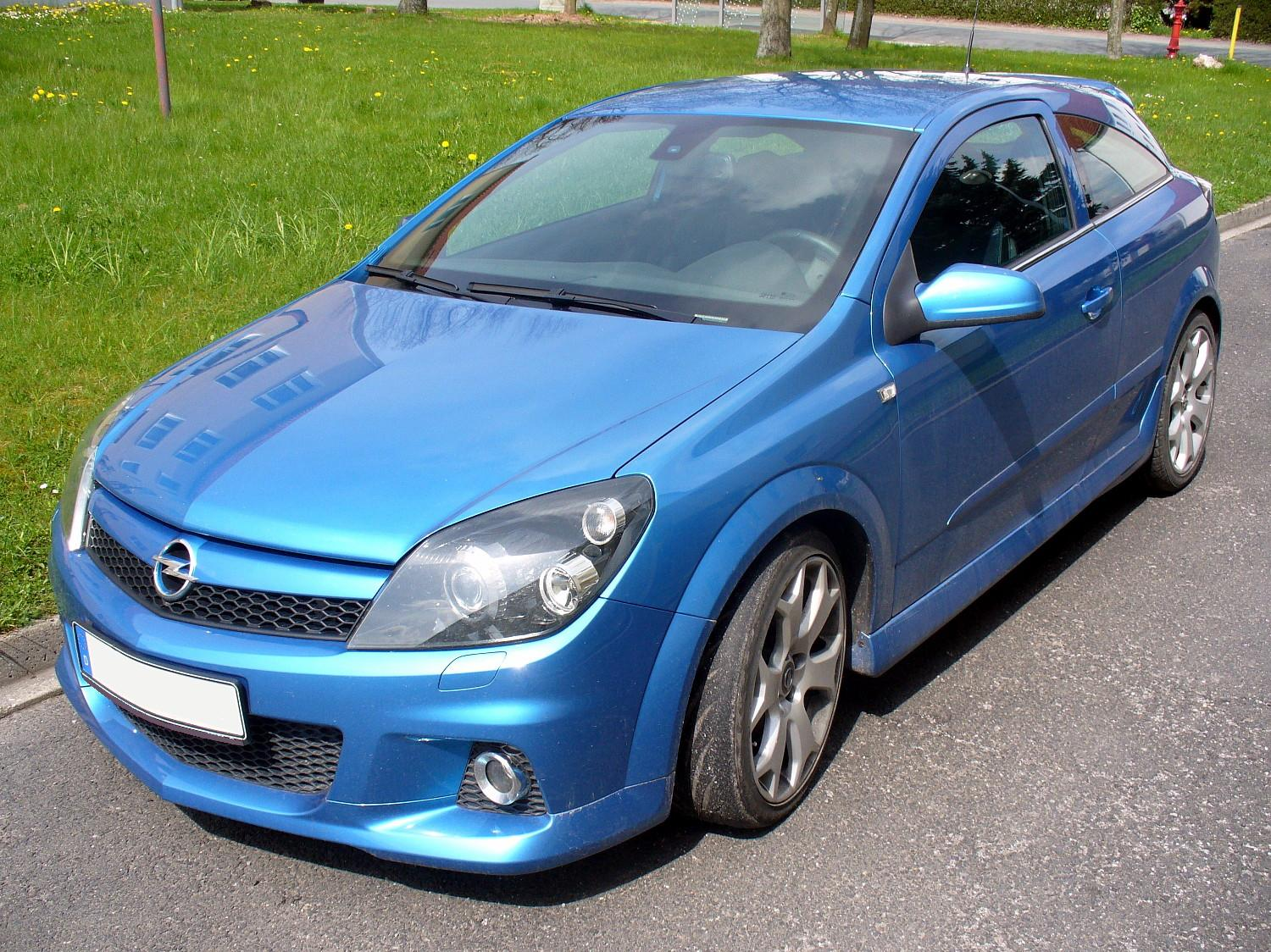
Astra H OPC (2005–2010)
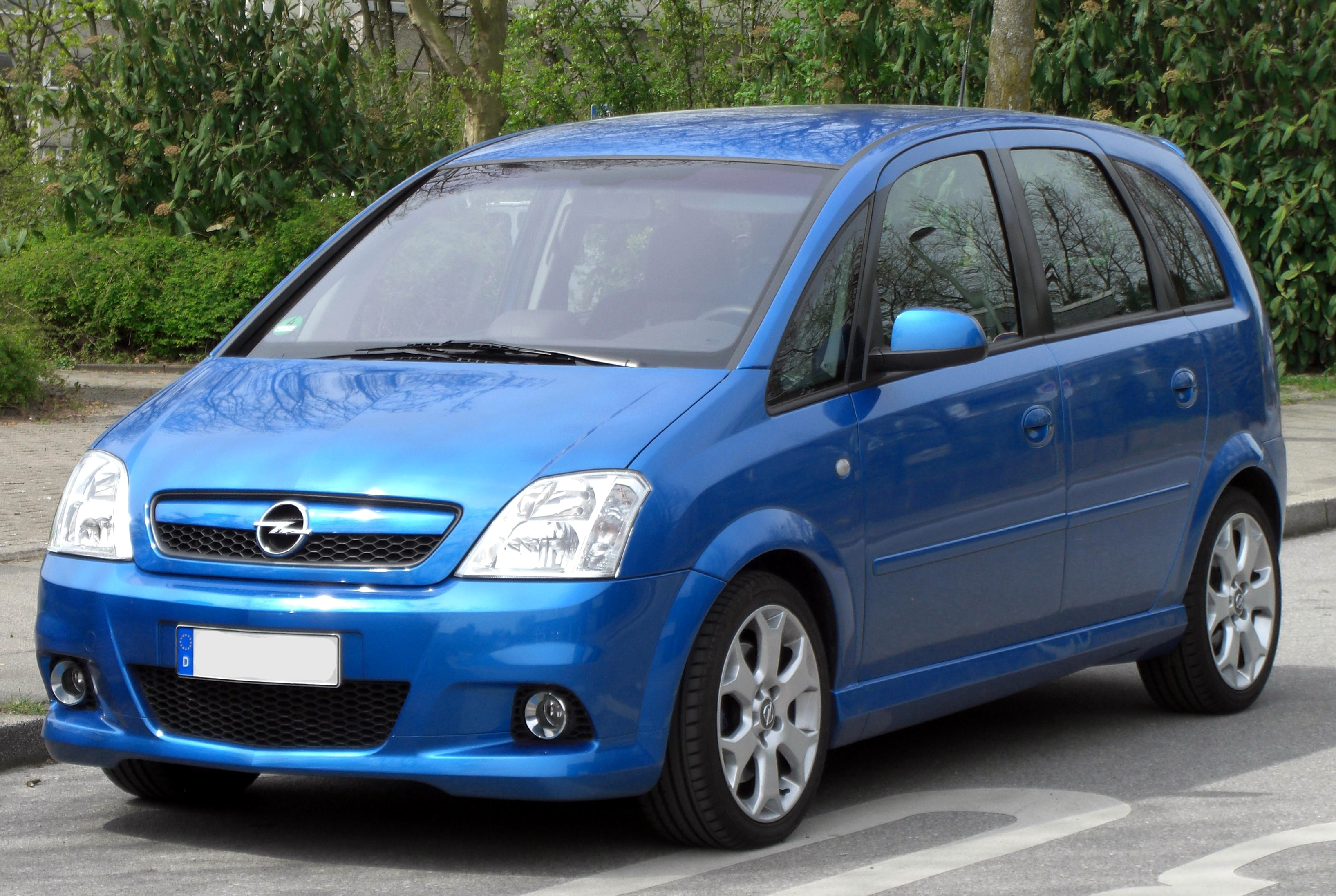
Meriva A OPC (2006–2010)
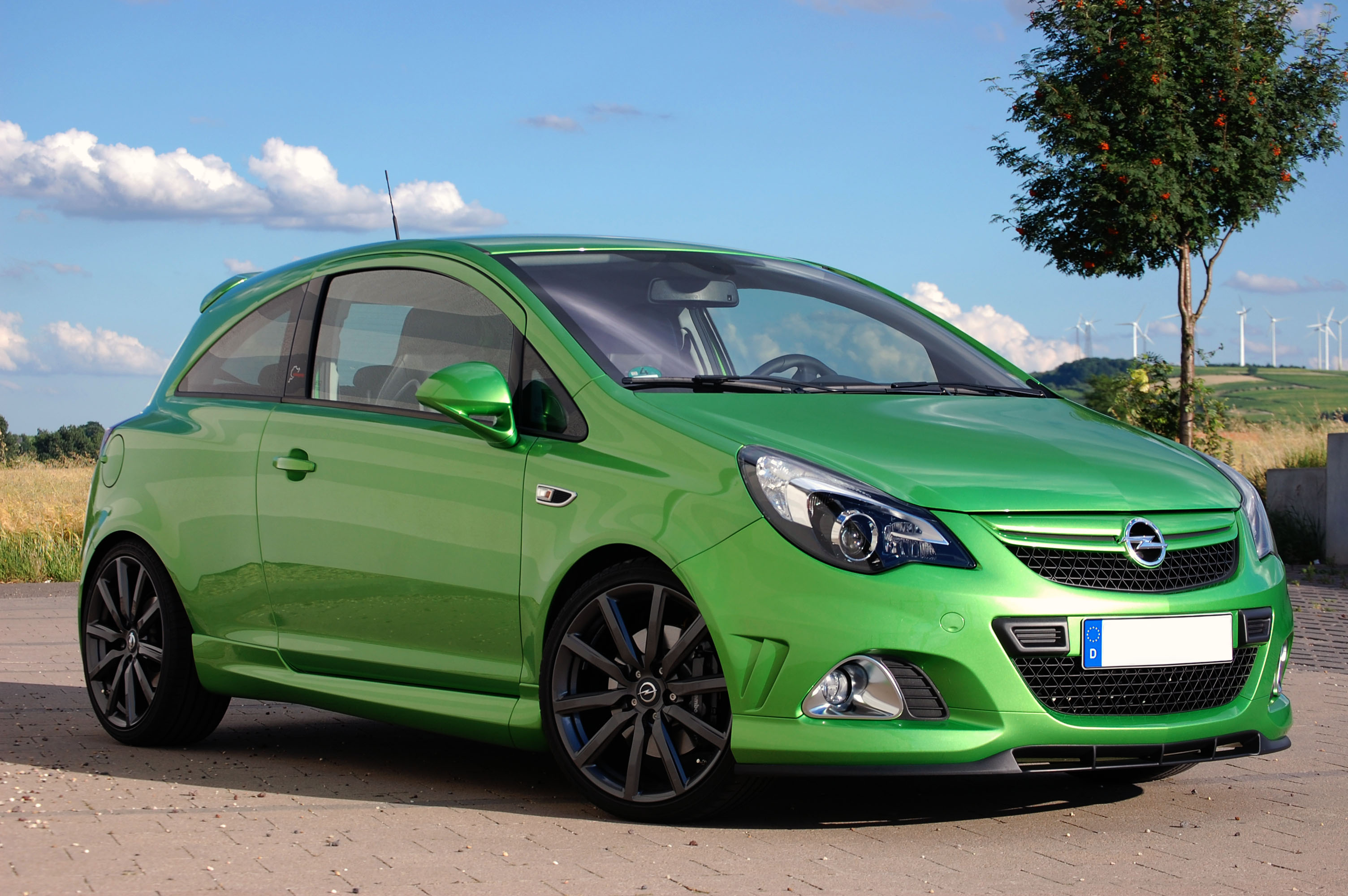
Corsa D OPC Nürburgring Edition (2011–2014)
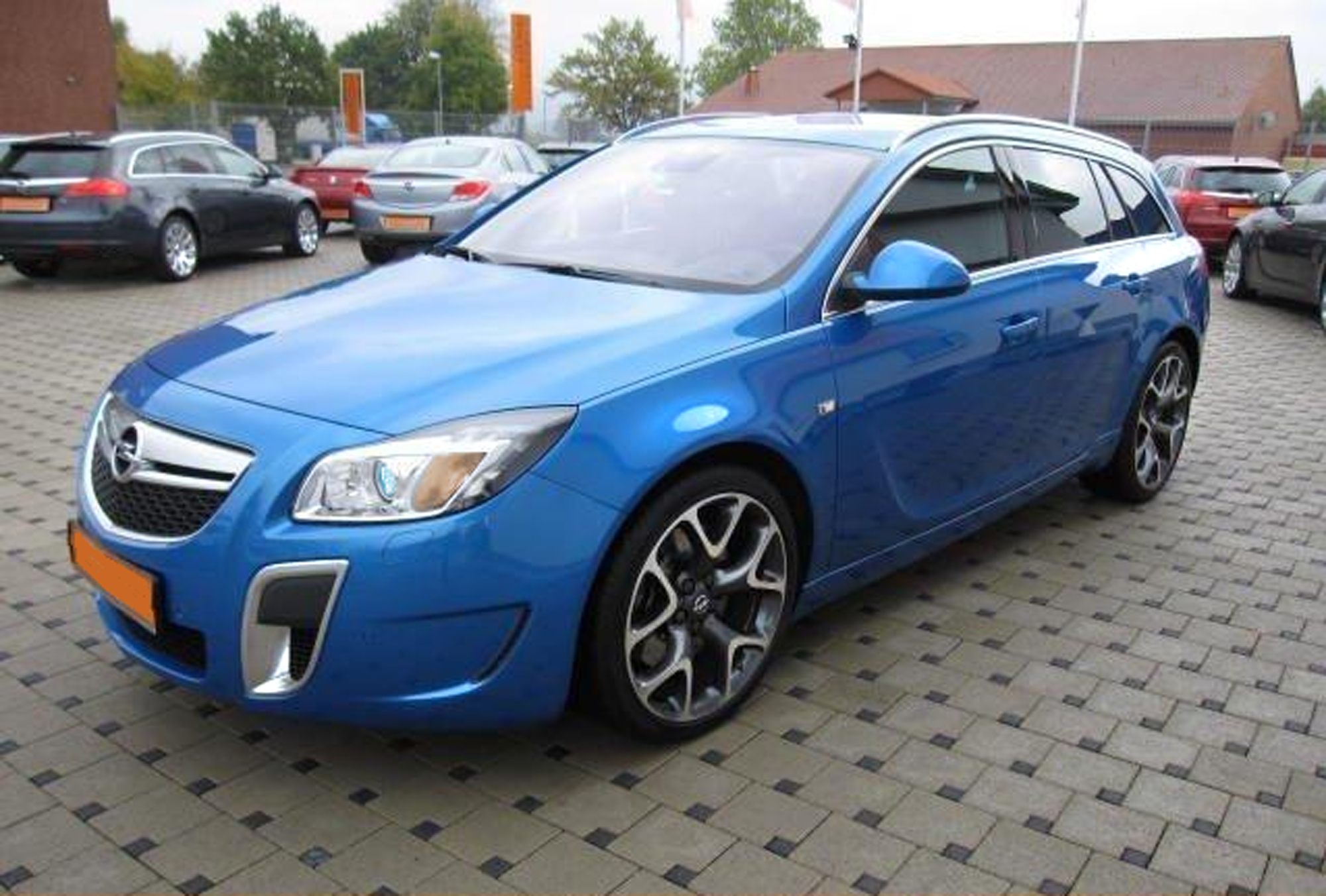
Insignia A OPC (2009–2017)

## Konzeptfahrzeuge

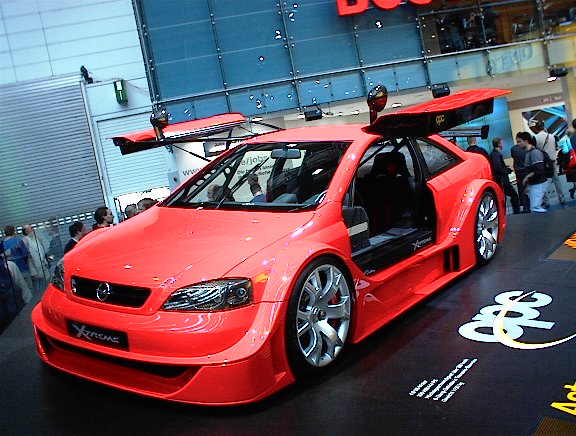
Opel Astra G OPC X-Treme Concept

Seit dem Bestehen von OPC wurden folgende Studien vorgestellt, diese trugen entweder das OPC-Label oder gaben einen Vorgeschmack auf ein später erscheinendes OPC-Serienmodell.
- 2001: Opel Astra OPC X-treme – Eine Straßenversion des Astra V8 Coupe aus der DTM mit 444 PS.[1]
- 2002: Opel Corsa OPC – OPC-Version des Opel Corsa C, die über einen 1,6-Liter-Turbomotor mit 175 PS und 210 Nm verfügte.[2]
- 2003: Opel Vectra OPC – Seriennahe OPC-Studie des Vorfacelift-Vectra-GTS mit einem 212 PS und 400 Nm starken 1.9-Liter-Turbodieselmotor.[3]
- 2004: Opel Astra HPC – Studie des 2005 erschienenen Astra H OPC.[4]
- 2010: Opel GTC Paris Concept – Ausblick auf den dann 2012 erschienenen Astra J OPC.[5]
- 2014: Opel Astra OPC Extreme – Studie auf Basis des Astra OPC, die in einer Kleinserie gefertigt werden sollte.[6]

## OPC Race-Camp 2008

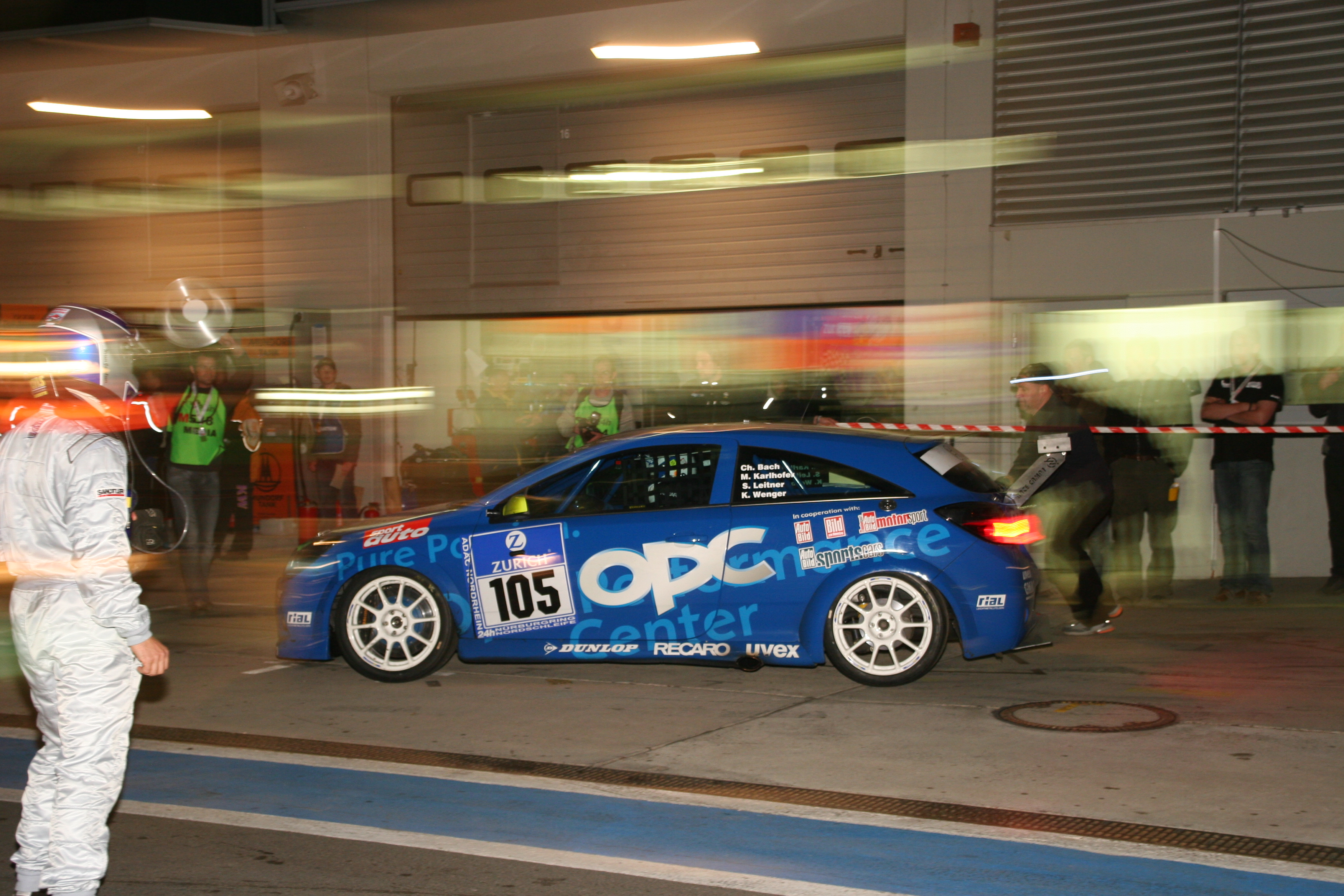
24h Nürburgring Boxenstopp 2008

Seit April 2007 wurde vom Opel Performance Center das OPC Race Camp durchgeführt. Dabei handelte es sich um eine Casting-Show-ähnliche Veranstaltungsserie für Rennfahrer, deren Gewinner am 24-Stunden-Rennen auf dem Nürburgring 2008 teilnahmen. Insgesamt gab es ca. 18.422 Bewerber, von denen 500 Ausgewählte an einer ersten Auswahlveranstaltung teilnahmen. Danach folgten weitere Veranstaltungen, unter anderem auf dem Nürburgring und auf Magny-Cours. Bewertet wurden die Kandidaten von erfahrenen Rennfahrern, wie Manuel Reuter. Die besten acht Teilnehmer bestritten im Mai 2008 auf zwei von Kissling-Motorsport (Team 1979–2019) aufgebauten und über 220 kW starken Rennversionen des Opel Astra OPC das 24-h-Rennen Nürburgring in der Klasse SP3T für Fahrzeuge mit Turbolader und 1600 bis 2000 cm³. Das OPC Race-Camp Team 2008 bestand aus:
- Christian Bach, Deutschland
- Christian Bollrath, Deutschland
- Martin Karlhofer, Österreich
- Stefan Leitner, Österreich
- Dr. Peter Pangert, Deutschland
- Alex Plenagl, Deutschland
- Benjamin Scharf, Deutschland
- Kurt Wenger, Schweiz

## OPC Race-Camp 2010
Die Talentsichtung in Form eines Rennfahrer-Casting-Show wurde 2009 in eine zweite Runde getragen. Unter der Leitung von Manuel Reuter unterstützt durch Joachim Winkelhock und weiteren Juroren ging das OPC Race-Camp erneut an den Start. Das Team war seit Anfang 2009 damit beschäftigt, aus den Rund 22.500 Online-Bewerbern die acht Rennfahrer auszuwählen, die als Ziel am 24-Stunden-Rennen auf dem Nürburgring 2010 teilnehmen sollten. Für die als Level bezeichneten Entscheidungsrunden wurden 750 Teilnehmern aus Deutschland, Österreich und der Schweiz ausgewählt und gesichtet. Die Entscheidung startete auf dem Opel-Testgelände in Dudenhofen, welches 2019 an den französischen Dienstleister Segula Technologies S.A. verkauft wurde.
| Level    | Ort                      | Datum                   | Teilnehmer | Aufgaben                                                                         |
| -------- | ------------------------ | ----------------------- | ---------- | -------------------------------------------------------------------------------- |
| Level 1  | Dudenhofen               | 29.03.2009 – 25.04.2009 | 750        | Slalom, Ausweichübung und Shoot-Out(Zeitfahren) im Renn Opel Corsa OPC           |
| Re-Drive | Dudenhofen               | 27.04.2009 – 30.04.2009 | 135        | Handling-Parcours, Shoot-Out im Renn Opel Corsa OPC                              |
| Level 2  | Pferdsfeld               | 19.06.2009 – 21.06.2009 | 69         | Race of Champions, Shoot-Out im Rundstrecken-Challenge Nürburgring Astra OPC     |
| Level 3  | Fürth                    | 06.07.2009 – 07.07.2009 | 20         | Sport medizinische Untersuchung – Fitness Test                                   |
| Level 4  | Nürburgring              | 06.07.2009 – 07.07.2009 | 19         | Shoot-Out im RCN Astra OPC und im 24h Rennauto                                   |
| Level 5  | Saalfelden               | 03.08.2009 – 05.08.2009 | 8          | Kraft, Kondition, Reaktionsfähigkeit, Durchhaltevermögen und Willensstärke       |
| Level 6  | LuK Driving Center       | 11.08.2009 – 12.08.2009 | 10         | Lizenzlehrgang für die 6 direkt qualifizierten aus L4 und 4 aus L5               |
| Level 7  | Nürburgring Nordschleife | 31.08.2009 – 01.09.2009 | 10         | Exklusive Testtage auf der Nordschleife                                          |
| Level 8a | Nürburgring              | 03.10.2009              | 10         | Teilnahme am 41. ADAC Barbarossapreis BFGoodrich Langstreckenmeisterschaft 2009  |
| Level 8b | Nürburgring              | 17.10.2009              | 10         | Teilnahme am 33. DMV 250-Meilen-Rennen BFGoodrich Langstreckenmeisterschaft 2009 |
| Level 8c | Nürburgring              | 31.10.2009              | 10         | Teilnahme am 34. DMV Münsterlandpokal BFGoodrich Langstreckenmeisterschaft 2009  |

Die verbleibenden Kandidaten für das 24-h-Rennen 2010 waren:
- Sebastian Amossé, Deutschland/Frankreich
- Roger Büeler, Schweiz
- René Hiddel, Deutschland
- Arne Hoffmeister, Deutschland
- Thierry Kilchenmann, Schweiz
- Lars Nebelin, Deutschland
- Jean-Marie Rathje, Deutschland
- Dennis Rieger, Deutschland
- Hendrik Scharf, Deutschland
- Charlotte Wilking, Deutschland